# Arthur Anderson
Pour les articles homonymes, voir Anderson.
Arthur John Miles Anderson, né à Staten Island (New York) le 29 août 1922 et mort à Manhattan (New York) le 9 avril 2016,, est un acteur américain.

## Biographie
Enfant il joue dans une troupe de théâtre communautaire et en 1934 il se produit à la radio. En 1937 il joue au théâtre avec le Mercury theatre dirigé par Orson Welles dans "César" d'après William Shakespeare et se produit avec le Mercury theatre on the air sur CBS. Au début des années 1950 il commence une carrière d'acteur de cinéma et de télévision (Route 66, New York, police judiciaire).

## Filmographie partielle

### Au cinéma
- 1950 : The Magnificent Yankee : Court Clerk
- 1966 : Le Groupe (The Group) : le mari de Pokey
- 1969 : Macadam Cowboy : Hotel Clerk - New York
- 1970 : The Sidelong Glances of a Pigeon Kicker : Floorwalker
- 1972 : Marco Polo Junior Versus the Red Dragon (voix)
- 1974 : Le Mort-vivant (Dead of Night) de Bob Clark : Postman
- 1983 : Zelig de Woody Allen : Other Doctor
- 1988 : Daddy's Boys : Frank Winthrope
- 1990 : Green Card de Peter Weir : House Committee
- 1996 : I'm Not Rappaport de Herb Gardner (en) : Mr G
- 1998 : Fast Track
- 1999 : Babylon, USA (Judy Berlin) : Dr Stern
- 2000 : Father Gaudio's Confession : Dr Ballard
- 2001 : Mariage et Conséquences (Jump Tomorrow) : Jeweler
- 2011 : Oh Sister : Aidan Wallace
- 2011 : Love Next Door (The Oranges) : Innkeeper
- 2014 : The Fog of Courage : The Fog (voix)